# Cleorina mimica
Cleorina mimica is een keversoort uit de familie bladkevers (Chrysomelidae). De wetenschappelijke naam van de soort werd in 1983 gepubliceerd door Medvedev & Eroshkina.